# Арапетријани (Ријети)
Арапетријани је насеље у Италији у округу Ријети, региону Лацио.
Према процени из 2011. у насељу је живело 55 становника. Насеље се налази на надморској висини од 730 м.